# ISEE-2

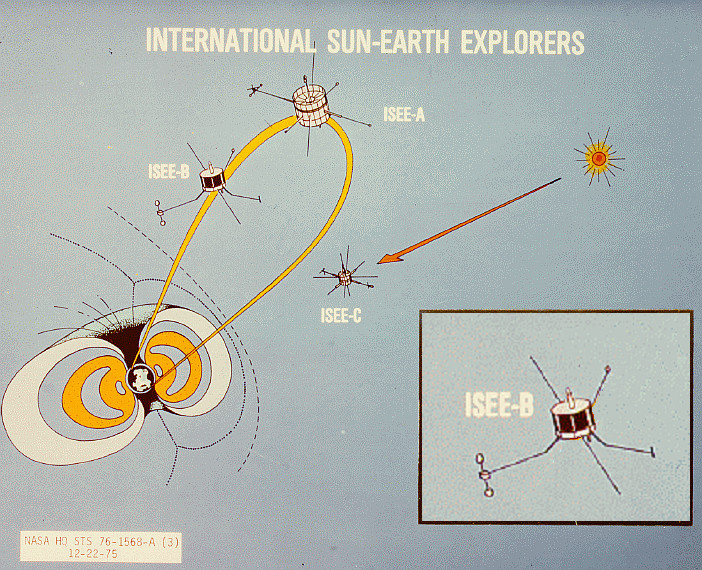
Órbitas da missão com a ISEE-2 no detalhe.

A International Sun-Earth Explorer 2 (ISEE-2, ou ISEE-B) foi uma sonda espacial de 166 kg usada para estudar os campos magneticos próximos à Terra. A ISEE-2 era uma espaçonave estabilizada por giro. A ISEE-1 e a ISEE-2 foram lançadas em 22 de outubro de 1977, e reentraram em 26 de setembro de 1987. Tendo sido lançadas juntas, a ISEE-2 é considerada a sonda "filha" e a ISEE-1, a sonda "mãe". A ISEE-2 tinha um propulsor que permitia ajustar a distância entre ela e a ISEE-1. Com isso, a detecção das variações espaciais e temporais na magnetosfera e nos ventos solares se torna mais fácil.